# Panagiotis Nikoloudis
Panagiotis Nikoloudis (griechisch Παναγιώτης Νικολούδης, * 1949 in Milea (Lefktro), Peloponnes) ist ein griechischer Jurist und Politiker.
Nikoloudis war Vize-Generalstaatsanwalt beim Obersten Gerichtshof und Vorsitzender der Behörde zur Bekämpfung der Finanzkriminalität, wie beispielsweise Geldwäsche.
Als Staatsminister für Korruptionsbekämpfung wurde er am 27. Januar 2015 in das Kabinett Tsipras I berufen ebenso am 28. August 2015 in das Folgekabinett der Übergangsregierung Thanou-Christofilou.